# Fabrizio Spada
Pour les articles homonymes, voir Spada (homonymie).
Fabrizio Spada (né le 17 mars 1643 à Rome, alors la capitale des États pontificaux, et mort le 15 juin 1717 à Rome), est un cardinal italien de l'Église catholique de la seconde moitié du XVIIe siècle et du début du XVIIIe siècle, créé par le pape Clément X. il est un petit-neveu du cardinal Bernardino Spada(1626), un neveu du cardinal Giambattista Spada (1654) et du cardinal Fabrizio Veralli (1608), par sa mère.

## Biographie
Fabrizio Spada est référendaire au tribunal suprême de la Signature apostolique et abbé commendataire de S. Maria d'Attilia. Il est élu archevêque titulaire de Patras et envoyé comme nonce apostolique en Savoie (en) en 1672, puis en France en 1674.
Le pape Clément X le crée cardinal lors du consistoire du 27 mai 1675. Le cardinal Spada est légat apostolique à Urbino en 1686 et camerlingue du Sacré Collège en 1688-1689 et cardinal secrétaire d'État et préfet de la Congrégation de la bonne gouvernance de 1691 à 1700. 
Spada est préfet du tribunal suprême de la Signature apostolique à partir de 1700 et préfet de la Congrégation de l'Inquisition à partir de 1716.
Il participe au conclave de 1676, lors duquel Innocent XI est élu pape, au conclave de 1689, lors duquel Alexandre VIII est élu et au conclave de 1691 (élection d'Innocent XII).